# 卵叶紫菀
，为菊科紫菀属的植物，为台灣特有植物。分布在台湾海拔1,700米的地区，多生于山坡，目前已由人工引种栽培。